# A Seat at the Table
| Совокупная оценка    | Совокупная оценка |
| Источник             | Оценка            |
| -------------------- | ----------------- |
| Metacritic           | 89/100            |
| Оценки критиков      |                   |
| Источник             | Оценка            |
| AllMusic             | [ 2 ]             |
| Chicago Tribune      | [ 3 ]             |
| Entertainment Weekly | A                 |
| The Guardian         | [ 5 ]             |
| Idolator             | [ 6 ]             |
| NME                  | 4/5               |
| The Observer         | [ 8 ]             |
| Pitchfork            | 8.7/10            |
| Rolling Stone        | [ 10 ]            |

A Seat at the Table — третий студийный альбом американской R&B-певицы и автора Соланж Ноулз, вышедший 30 сентября 2016 года.
В записи альбома младшей сестры Бейонсе участвовали приглашённые вокалисты, такие как Лил Уэйн, Рафаэл Садик, Келли Роуленд, Sampha, The-Dream, BJ the Chicago Kid, Q-Tip, Kelela, Tweet и другие.
Альбом A Seat at the Table получил широкое признание музыкальных критиков и стал первым альбомом Соланж, занявшим первое место в списке Billboard 200 в США, дебютируя с тиражом 72,000 альбомных единиц. Лид-сингл «Cranes in the Sky» выиграл Grammy в категории Лучшее R&B-исполнение. В 2020 году альбом занял 312-е место в списке 500 величайших альбомов всех времён по версии журнала Rolling Stone.

## История
Впервые о новом звучании для следующего после диска Sol-Angel and the Hadley St. Dreams нового альбома певица заговорила на канале MTV в 2009 году.

## Коммерческий успех
22 октября 2016 года альбом Blonde дебютировал на позиции № 1 в американском хит-параде Billboard 200 с дебютным тиражом 72 тыс. эквивалентных единиц (включая 46 тыс. традиционных альбомных продаж), став первым для певицы лидером чарта.
В результате вместе с Бейонсе они стали первыми сёстрами, имеющими сольные чарттопперы в Billboard 200 в один календарный год. В один года на вершине чарта ранее были только брат и сестра Майкл Джексон и Джанет Джексон, когда в 2001 году лидировали их альбомы Invincible и All for You. Единственными братьями с сольными альбомами на вершине чарта Billboard 200 были рэперы Master P (в 1997 и 1998) и Silkk the Shocker (1999). Всего У Бейонсе и Майкла Джексона (с 1983 по 2009) было по 6 чарттопперов, а у Джанет Джексон семь (с 1986 по 2015). Немного не хватило до этих рекордсменов ещё двум парам сестёр. Эшли Симпсон (два № 1, Autobiography в 2004 и I Am Me в 2005) и её младшая сестра Джессика Симпсон (четыре диска в top-10, включая № 2 In This Skin в 2004). Тони Брэкстон с шестью top-10 (включая № 1 в 1994), и её сестра Тэймар Брэкстон с двумя top-10 (включая № 2 Love and War в 2013).

## Отзывы
Альбом получил широкое одобрение и практически однозначно положительные отзывы музыкальной критики и интернет-изданий.
В январе 2025 года альбом включён в список лучших альбомов первой четверти XXI века (номер 128 в списке The 250 Greatest Albums of the 21st Century So Far).

### Итоговые годовые списки
| Публикация           | Список                                | Год  | Ранг | Ref.   |
| -------------------- | ------------------------------------- | ---- | ---- | ------ |
| The A.V. Club        | The A.V. Club’s Top 50 Albums of 2016 | 2016 | 13   | [ 20 ] |
| Chicago Tribune      | Top Albums of 2016                    | 2016 | 9    | [ 21 ] |
| Consequence of Sound | Top 50 Albums of 2016                 | 2016 | 19   | [ 22 ] |
| The Independent      | Best Albums of 2016                   | 2016 | 14   | [ 23 ] |
| Mojo                 | The 50 Best Albums of 2016            | 2016 | 22   | [ 24 ] |
| NME                  | NME’s Albums of the Year 2016         | 2016 | 41   | [ 25 ] |
| Paste                | The 50 Best Albums of 2016            | 2016 | 13   | [ 26 ] |
| Pitchfork            | The 50 Best Albums of 2016            | 2016 | 1    | [ 27 ] |
| The Quietus          | Albums of the Year 2016               | 2016 | 2    | [ 28 ] |
| Rolling Stone        | 50 Best Albums of 2016                | 2016 | 11   | [ 29 ] |
| The Skinny           | Top 50 Albums of 2016                 | 2016 | 2    | [ 30 ] |
| Spin                 | The 50 Best Albums of 2016            | 2016 | 1    | [ 31 ] |
| Stereogum            | The 50 Best Albums of 2016            | 2016 | 6    | [ 32 ] |
| Vibe                 | The 25 Best Albums of 2016            | 2016 | 1    | [ 33 ] |
| Time                 | The Top 10 Best Albums of 2016        | 2016 | 2    | [ 34 ] |

## Список композиций
| №                   | Название                                                                                    | Автор(ы)                                                                                        | Продюсеры                                                              | Длительность |
| ------------------- | ------------------------------------------------------------------------------------------- | ----------------------------------------------------------------------------------------------- | ---------------------------------------------------------------------- | ------------ |
| 1.                  | «Rise»                                                                                      | Соланж Ноулз Рафаэл Садик Ahmir Thompson Raymond Angry Devon Welsh Matthew Otto                 | Ноулз Questlove Angry Majical Cloudz Садик                             | 1:41         |
| 2.                  | «Weary»                                                                                     | Ноулз Садик Dylan Wiggins                                                                       | Садик Ноулз Sir Dylan                                                  | 3:14         |
| 3.                  | «Interlude: The Glory Is in You»                                                            |                                                                                                 | Садик Ноулз Sir Dylan                                                  | 0:17         |
| 4.                  | «Cranes in the Sky»                                                                         | Ноулз Садик                                                                                     | Садик Ноулз                                                            | 4:10         |
| 5.                  | «Interlude: Dad Was Mad»                                                                    |                                                                                                 | Ноулз Dave Longstreth Садик Sir Dylan                                  | 0:46         |
| 6.                  | «Mad» (при участии Lil Wayne)                                                               | Ноулз Longstreth Садик Dwayne Carter Charlene Keys Wiggins                                      | Ноулз Longstreth Садик Sir Dylan                                       | 3:55         |
| 7.                  | «Don't You Wait»                                                                            | Ноулз Troy Johnson (R8dio) Olugbenga Adelekan Adam Bainbridge Longstreth Sampha Sisay Kwesi Sey | Ноулз Troy Johnson (R8dio) Olugbenga Longstreth Sampha Kwes Bainbridge | 4:05         |
| 8.                  | «Interlude: Tina Taught Me»                                                                 |                                                                                                 | Sampha Ноулз Dave Andrew Sitek Patrick Wimberly Bryndon Cook           | 1:14         |
| 9.                  | «Don't Touch My Hair» (при участии Sampha)                                                  | Ноулз Cook Sisay Sitek Wimberly                                                                 | Sampha Ноулз Sitek Wimberly Cook                                       | 4:17         |
| 10.                 | «Interlude: This Moment»                                                                    |                                                                                                 | Bainbridge Ноулз                                                       | 0:49         |
| 11.                 | «Where Do We Go»                                                                            | Ноулз Sean Nicholas Savage Садик Wimberly Sey Wiggins                                           | Ноулз Садик Savage Wimberly Kwes Sir Dylan                             | 4:24         |
| 12.                 | «Interlude: For Us by Us»                                                                   |                                                                                                 | John Kirby Ноулз                                                       | 0:52         |
| 13.                 | «F.U.B.U.» (при участии The-Dream и BJ the Chicago Kid)                                     | Ноулз Ростам Батманглидж Terius Nash Longstreth                                                 | Ноулз Longstreth                                                       | 5:13         |
| 14.                 | «Borderline (An Ode to Self Care)» (при участии Q-Tip)                                      | Ноулз Kamal Fareed Timothy Mosley Stephen Garrett                                               | Q-Tip Ноулз                                                            | 3:02         |
| 15.                 | «Interlude: I Got So Much Magic, You Can Have It» (при участии Kelly Rowland и Nia Andrews) |                                                                                                 |                                                                        | 0:26         |
| 16.                 | «Junie»                                                                                     | Ноулз Kirby Садик André Benjamin                                                                | Садик Ноулз Kirby                                                      | 3:06         |
| 17.                 | «Interlude: No Limits»                                                                      |                                                                                                 | Kirby Ноулз                                                            | 0:39         |
| 18.                 | «Don't Wish Me Well»                                                                        | Ноулз Sisay Longstreth Bainbridge Sey                                                           | Ноулз Sampha Longstreth Kwes Bainbridge                                | 4:15         |
| 19.                 | «Interlude: Pedestals»                                                                      |                                                                                                 | Ноулз                                                                  | 0:57         |
| 20.                 | «Scales» (при участии Kelela)                                                               | Ноулз Longstreth Sey Wimberly                                                                   | Ноулз Longstreth Kwes Wimberly                                         | 3:39         |
| 21.                 | «Closing: The Chosen Ones»                                                                  |                                                                                                 | Ноулз Troy Johnson (R8dio)                                             | 0:42         |
| Общая длительность: | Общая длительность:                                                                         | Общая длительность:                                                                             | Общая длительность:                                                    | 51:43        |

Notes
- «Rise» при участии дополнительного вокала от Рафаэл Садик.
- «Weary» при участии дополнительного вокала от Tweet.
- «Interlude: The Glory Is in You» при участии дополнительного вокала от Master P.
- «Interlude: Dad Was Mad» при участии дополнительного вокала от Mathew Knowles.
- «Mad» при участии дополнительного вокала от Tweet, Moses Sumney и The-Dream.
- «Don’t You Wait» при участии дополнительного вокала от Olugbenga Adelekan.
- «Interlude: Tina Taught Me» при участии дополнительного вокала от Tina Knowles.
- «Interlude: This Moment» при участии дополнительного вокала от Master P, Kelsey Lu, Sampha and Dev Hynes.
- «Where Do We Go» при участии дополнительного вокала от Sean Nicholas Savage.
- «Interlude: For Us by Us» при участии дополнительного вокала от Master P.
- «F.U.B.U.» при участии дополнительного вокала от Tweet.
- «Interlude: No Limits» при участии дополнительного вокала от Master P.
- «Interlude: Pedestals» при участии дополнительного вокала от Master P.
- «Closing: The Chosen Ones» при участии дополнительного вокала от Master P.

## Чарты
| Чарт (2016)                              | Высшая позиция |
| ---------------------------------------- | -------------- |
| Австралия (ARIA)                         | 21             |
| Бельгия/Фландрия (Ultratop)              | 53             |
| Бельгия/Валлония (Ultratop)              | 83             |
| Канада (Canadian Albums Chart)           | 10             |
| Дания (Hitlisten)                        | 17             |
| Нидерланды (Album Top 100)               | 25             |
| Франция (SNEP)                           | 74             |
| Новая Зеландия (RMNZ)                    | 23             |
| Норвегия (VG-lista)                      | 32             |
| Шотландия (Scottish Albums Chart)        | 66             |
| Швеция (Sverigetopplistan)               | 39             |
| Швейцария (Schweizer Hitparade)          | 64             |
| Великобритания (UK Albums Chart)         | 17             |
| Великобритания (UK Digital Albums Chart) | 8              |
| Великобритания (UK R&B Albums Chart)     | 2              |
| США (Billboard 200)                      | 1              |
| США (Billboard Top R&B/Hip-Hop Albums)   | 1              |

## Сертификации
| Регион                                                                      | Сертификация | Продажи |
| --------------------------------------------------------------------------- | ------------ | ------- |
| Дания (IFPI Danmark)                                                        | Золотой      | 10 000  |
| Великобритания (BPI)                                                        | Серебряный   | 60 000  |
| США (RIAA)                                                                  | Золотой      | 500 000 |
| Данные о продажах + прослушиваниях приведены только на основе сертификации. |              |         |